# Live at the Bottom of the Hill in San Francisco
Live at the Bottom of the Hill in San Francisco is het tweede livealbum van de punkband Avail opgenomen in 1997. Het album werd uitgegeven door Lookout! Records in 1998.

## Nummers
1. "South Bound 95" - 1:32
2. "Stride" - 2:55
3. "Order" - 1:46
4. "Tuning" - 2:31
5. "Fix" - 2:12
6. "FCA" - 2:24
7. "Pinned Up" - 2:41
8. "Nickel Bridge" - 1:46
9. "Simple Song" - 3:07
10. "Clone" - 2:19
11. "Nameless" - 3:22
12. "Scuffle Town" - 1:19
13. "Blue Ridge" - 3:55
14. "Virus" - 2:35
15. "Model" - 3:54